# Jacopo Antonio Pozzo
Jacopo Antonio Pozzo, anche nelle forme Del Pozzo, Dal Pozzo e Pozzi e citato sovente col nome carmelitano come Giuseppe Pozzo (Trento, 13 aprile 1645 – Venezia, 31 gennaio 1721), è stato un religioso, architetto e intagliatore italiano.
Seguì il fratello Andrea nella scelta religiosa di fondo ma, a differenza di lui, aderì all'ordine dei carmelitani scalzi e, una volta superato il noviziato, vi prese il nome di fra Giuseppe di San Antonio Donato.

## Biografia
Artista trentino figlio di Jacopo Pozzo e Lucia Bazzanella, fu attivo a Roma, Trento, Bolzano, Mantova, Verona, Venezia ed in altri centri italiani.

## Produzione artistica
Fu attivo come soprattutto come altarista. Tra i suoi lavori notevole è il progetto per l'altare maggiore del duomo di Bolzano, realizzato poi dall'architetto veronese Ranghieri. Suo è l'altare maggiore della chiesa di Santa Maria Assunta detta I Gesuiti, composto di dieci colonne tortili in marmo verde sormontate da una cupola bianca e a squame bianche e verdi. Rilevanti sono i suoi interventi nella chiesa di Santa Maria di Nazareth (gli Scalzi) dove operò diversi interventi per completarne l'interno dopo la morte di Longhena. Dapprima realizzò l'altare nella grande cappella della Sacra Famiglia, sulla sinistra e al centro della navata, e successivamente completò i lavori intrapresi dal Gaspari per la cappella di Santa Teresa, dirimpettaia della precedente. Su sua indicazione la pala dipinta fu sostituita dal bassorilievo del Merengo in modo da armonizzarsi con quella della Sacra Famiglia e per lo stesso motivo, su suo progetto, furono eseguite le specchiature marmore d'arredo della cappella. Più tardi progettò la complessa macchina scenografica dell'altar maggiore destinato a occupare l'intera larghezza del presbiterio come una solida barriera a separazione del coro dei frati. Per la stessa chiesa aveva all'inizio disegnato il paramento ligneo dell'armadio per gli arredi sacri della sagrestia e l'ultimo suo lavoro fu la progettazione della cantoria e della cassa d'organo.